# Билтен Пољопривредне коморе
Билтен Пољопривредне коморе у Новом Саду је информативни лист за чланове Пољопривредне коморе, који је излазио у периоду од 1954. до 1955. године у Новом Саду.

## О часопису
Први број Билтена Пољопривредне коморе изашао је у Новом Саду, 1954. године. Часопис је излазио до 1955. године.
Укупно је изашло 14 бројева.

## Тематика
Као Билтен Пољопривредне коморе у Новом Саду од 1954. године, часопис је имао за циљ да информише све чланове и запослене о раду Пољопривредне коморе, као и о стању, интересима и потребама наше пољопривреде. 
Делокруг рада Пољопривредне коморе у Новом Саду  обухватао је подручја срезова: Бачкопаланачки, Бачкотополски, Бечејски, Жабаљски, Земунски, Кулски, Новосадски, Оџачки, Сомборски, Сенћански, Румски, Сремскомитровачки, Старопазовачки, Шидски и градове Нови Сад и Суботица. Циљ и задатак Коморе јесте унапређење пољопривредне производње, прераде и промета пољопривредних производа. 
Све што је било у вези са интересима и потребама пољопривредника, пољопривреде и села налазило се у овом Билтену.

## Уредници
Главни уредник био је Стеван Стефановић. 

## Уређивачки одбор
- Милан Максимовић,
- Велимир Марјановић,
- Александар Пеци Поповић
- Људевит Пешке.

## Штампарије
- Први број 1954. године штампала је Штампарија Графика у Новом Саду.
- Од броја 2,1954. па до броја 14, 1955. године штампало је Штампарско предузеће Змај у Новом Саду.